# Laura Negrisoli
Laura Negrisoli (Castel Goffredo, 7 september 1974) is een Italiaans professioneel tafeltennisspeelster. Haar deelname aan de wereldkampioenschappen 2009 was haar vijftiende sinds haar internationale profdebuut in Dortmund 1989, waarmee ze gedeeld recordhoudster werd samen met Diane Rowe. De rechtshandige Italiaanse boekte op mondiaal niveau nooit grote successen, maar behaalde met de nationale vrouwenploeg wel de eerste Italiaanse EK-titel ooit, op het landentoernooi van Courmayeur 2003.
Negrisoli bereikte in februari 2004 haar hoogste positie op de ITTF-wereldranglijst, toen ze een maand 56e stond.

## Sportieve loopbaan
Negrisoli werd in 2003 samen met haar landgenotes Nikoleta Stefanova en Wenling Tan-Monfardini Europees kampioen in het landentoernooi. Dat was voor Italië een primeur, want geen man of vrouw uit het Zuid-Europese land won ooit eerder EK-goud, in welke discipline dan ook. Voor Negrisoli was het tevens de enige internationale titel die ze op haar naam schreef.
Behalve aan WK's en EK's deed de Italiaanse mee aan de Olympische Zomerspelen van 2000 (dubbelspel) en die van 2004 (enkelspel). Sinds 1998 speelt ze toernooien op de ITTF Pro Tour, waarop halve finaleplekken in de dubbeltoernooien van het Amerika 1998, het Qatar Open 2003 en het Slovenië Open 2005 haar beste resultaten zijn.
Negrisoli speelde in clubverband onder meer voor de Italiaanse ploegen Sterilgarda TT Castel Goffredo en ASD TT II Circolo Sandonatese.